# Дудин, Александр Протальонович
Алекса́ндр Протальо́нович Ду́дин (15 февраля 1919, деревня Простатино, Солигаличский уезд, Костромская губерния — 14 марта 1982, Каменец-Подольский, Украинская ССР, СССР) — старший лейтенант Советской Армии, участник Великой Отечественной войны, Герой Советского Союза (1944).

## Биография
Родился 15 февраля 1919 года в деревне Простатино (ныне — Солигаличский район Костромской области) в крестьянской семье. Русский. После окончания начальной школы работал в колхозе трактористом.
В 1941 году был призван на службу Солигаличским РВК Ярославская области в Рабоче-крестьянскую Красную Армию. С июня того же года — на фронтах Великой Отечественной войны. 
Во время одного из боёв танк Александра Дудина был подбит и он выпрыгнул из горящего танка. Попал в плен, из которого ему удалось бежать. Вместе с лейтенантом из своей части ему удалось завладеть немецким танком, оставленным немецким экипажем, который искал брод через реку. Догнав немецкую танковую колонну, вошёл в состав немецкой танковой колонны, которая следовала к советским позициям. Когда немецкая колонна дошла до фронта, открыл огонь по немецким танкам с тыла и после перешёл на советскую строну.  
В 1942 году окончил курсы младших лейтенантов. К сентябрю 1943 года младший лейтенант Александр Дудин командовал огневым взводом 692-го артиллерийского полка 240-й стрелковой дивизии 38-й армии Воронежского фронта. Отличился во время освобождения Сумской области Украинской ССР и битвы за Днепр.
7 сентября 1943 года во время боя за хутор Шматово Недригайловского района заменил собой командира батареи. Под его руководством подразделение отразило восемь вражеских контратак, уничтожив 3 танка, миномётную батарею и несколько десятков солдат и офицеров противника. 28 сентября батарея первой в полку переправилась через Днепр в районе села Лютеж Вышгородского района Киевской области Украинской ССР и захватила плацдарм на его западном берегу. В боях за удержание плацдарма батарея отбила двадцать немецких контратак.
Указом Президиума Верховного Совета СССР «О присвоении звания Героя Советского Союза генералам, офицерскому, сержантскому и рядовому составу Красной Армии» от 10 января 1944 года за «образцовое выполнение боевых заданий командования на фронте борьбы с немецко-фашистскими захватчиками и проявленные при этом отвагу и геройство» был удостоен высокого звания Героя Советского Союза с вручением ордена Ленина и медали «Золотая Звезда».
После окончания войны продолжил службу в Советской Армии. В 1945 году он окончил Высшую офицерскую артиллерийскую школу в Ленинграде. В 1948 году был уволен в запас в звании старшего лейтенанта.
Проживал в городе Каменец-Подольский Хмельницкой области Украины, работал бульдозеристом.
Был также награждён орденом Красного Знамени, двумя орденами Отечественной войны 1-й степени, орденом Отечественной войны 2-й степени, рядом медалей.
Умер 14 марта 1982 года после тяжёлой болезни. Похоронен в Каменце-Подольском.